# Oksana Malohlowez
Oksana Malohlowez (ukrainisch Оксана Малоговець, englisch Oksana Malohlovets; * 11. September 1996) ist eine ukrainische Leichtathletin, die sich auf den Weitsprung spezialisiert hat.

## Sportliche Laufbahn
Erste internationale Erfahrungen sammelte Oksana Malohlowez im Jahr 2020, als sie bei den Balkan-Hallenmeisterschaften in Istanbul mit 6,34 m den vierten Platz im Weitsprung belegte. Ende September gewann sie bei den Balkan-Meisterschaften in Cluj-Napoca mit 6,33 m die Silbermedaille hinter der Bulgarin Gabriela Petrowa. Im Jahr darauf gelangte sie bei den Balkan-Meisterschaften in Smederevo mit 6,05 m auf den neunten Platz und 2024 belegte sie bei den Balkan-Hallenmeisterschaften in Istanbul mit 6,27 m den vierten Platz. Ende Mai gelangte sie bei den Freiluft-Balkan-Meisterschaften in Izmir mit 5,97 m auf Rang 13, ehe sie bei den Europameisterschaften in Rom mit 6,39 m den Finaleinzug verpasste.
2023 wurde Malohlowez ukrainische Meisterin im Weitsprung im Freien sowie 2020 und 2024 in der Halle.